# Konsumentföreningen Solidar

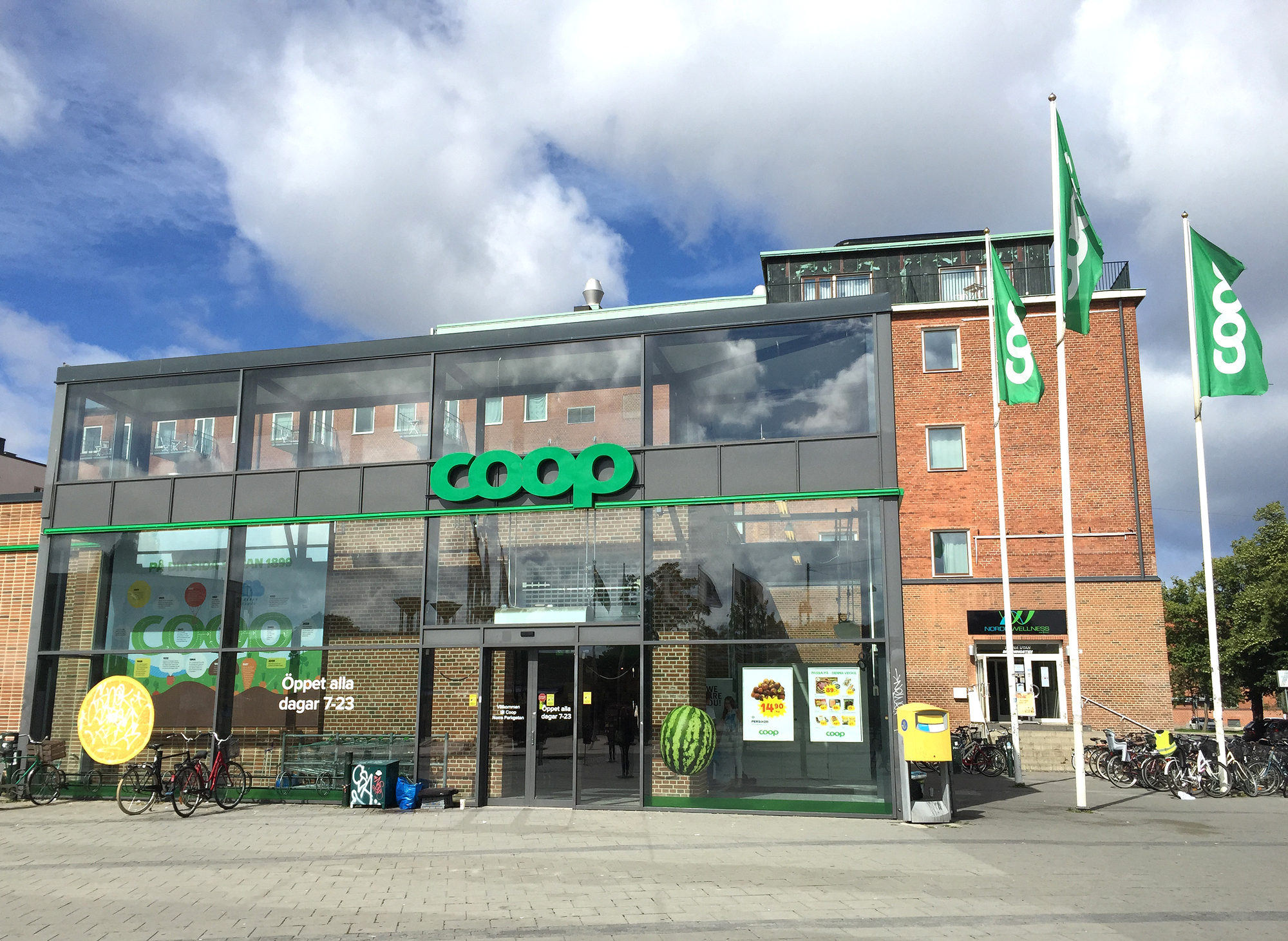
Namnet Solidar fanns kvar på Konsumbutiken vid Folkets park fram till 2005. Bakom fanns tidigare Solidars bageri.

Konsumentföreningen Solidar, 2013–2015 under namnet Coop Medlem Syd, var en konsumentförening (ekonomisk förening) som bildades i Malmö  1907.
Solidar drev från 1907 till 1990-talet detaljhandelsverksamhet, först i Malmö, därefter i allt större delar av Skåne. Solidar var länge även namnet på föreningens butiker och ett bekant inslag i Malmös stadsbild. Under 1967 ersattes namnet Solidar med Konsum som butiksnamn.
Under 1990-talet överläts driften av föreningens butiker till Kooperativa Förbundet (KF) och Solidar blev en renodlad medlemsförening som var delägare i KF. Namnet ändrades 2013 till Coop Medlem Syd och år 2015 upphörde föreningen helt när den fusionerade med KF och medlemmarna blev direktanslutna till KF. Föreningen hade vid fusionen med KF ca 380 000 medlemmar och var en av Sveriges största konsumentföreningar. Dess geografiska område bestod av halva Skåne och södra Halland.

## Historia
Solidar bildades 1907 av 111 medlemmar som ett bageri under namnet Kooperativa Bageriföreningen Solidar. Tidigare hade Kooperativa föreningen Pan funnits i Malmö 1898-1904 vars medlemmar efter konkursen grundade kooperationen Seger. Den första butiken och bageriet låg på Möllevångstorget 5. Bageriet försåg strejkande arbetare med bröd under storstrejken 1909. 1910 blev Solidar medlem i Kooperativa Förbundet och antog namnet Kooperativa föreningen Solidar. Efterhand breddades produktionen: mejeri och charkuteri.
Emil Olsson var från 1912 kontorschef vid Solidar. På hans initiativ gick de andra kooperativa föreningarna i Malmö upp i Kooperativa föreningen Solidar 1926. Han var även 1930 initiativtagare till ett samägande mellan producenter och konsumenter i fråga om AB Malmö Mjölkcentral och blev dess styrelseordförande samma år.
Solidar hade sin storhetsperiod fram till 1950-talet då kooperationen hade en dominerande ställning i Malmö. Solidar hade bland annat ett stort bageri vid Möllevången och sitt huvudkontor på Spångatan. Solidar byggde även en stor butik vid Folkets park som idag är ett Coop. 1958 öppnade Solidar Domus vid Triangeln. Stor uppmärksamhet fick Jurij Gagarins besök hos Solidar 1964. Efterhand kom många kooperativa föreningar i Malmö och Skåne att bli en del av Solidar.

### Samgående med Fenix
År 1960 gick Solidar ihop med Konsumtionsföreningen Fenix i Lund och utökade således verksamheten till en annan stad än Malmö.
Under 1959 ändrades namnet från Kooperativa Föreningen Solidar till Konsumentföreningen Solidar.
År 1963 gick Solidar ihop med Konsumtionsföreningen Kävlinge. Det följdes årsskiftet 1964/1965 av en sammanslagning med Konsum Österlen som till skillnad från övriga samgående föreningar hade sin verksamhet på Skånes östra sida.
Sammanslagningarna skedde samtidigt samtidigt som man minskade antalet butiker och slog ihop dem till större enheter. Under 1963 minskade antalet butiker från 293 till 265. Av Kävlingeföreningens elva butiker fanns bara tre kvar efter ett år. År 1965 fanns bara 200 butiker kvar, trots att man absorberat Konsum Österlen under denna period.

### Regionförening
Årsskiftet 1965/1966 förändrades Solidar och genom en fusion mellan flera stora föreningar i Skåne, nämligen Kooperativa föreningen Svea i Helsingborg, Kooperativa föreningen Ringen i Landskrona, Konsumentföreningen Ystad med omnejd och Skurups konsumentförening. Den nya föreningen kontrollerade merparten av de kooperativa butikerna vid och runt Skånes västra och södra kuster. Man fanns på 38 orter, från Båstad i nordväst till Simrishamn i sydost. På dessa orter hade man 225 butiker och 12 varuhus som sysselsatte 3000 anställda.
Den 25 maj 1966 öppnade S-marknaden på Norra Parkgatan vid Folkets park i Malmö. Den ersatte sexton affärer i området, varav tre lades ner på invigningsdagen.
Införandet av KF:s oändlighetssymbol 1967 medförde en likriktning av konsumentkooperationens kommunikation vilket bland annat innebar att lokala namn fick mindre betydelse. För Solidar innebar detta att Solidar försvann som butiksnamn och byttes ut mot Konsum. Solidars 50 största butiker skyltades om redan vid nyåret, resten följde under 1967.
Från våren 1979 satsade Solidar på att konvertera flera butiker till formatet K-marknaden som storleksmässigt låg mellan Konsum och Domus, men hade lägre servicegrad och lägre priser. Det gjordes för att möta konkurrensen från Malmborgs och AGs Favör. Först ut att konverteras var gamla S-marknaden på Parkgatan samt butikerna i Åstorp och Sjöbo.
Den 24 januari 1987 gjordes K-marknaden i Rosengård Centrum om till det nya lågpriskonceptet Kaskad. Kaskad varade inte särskilt länge utan lades ner redan den 18 februari 1989 varpå Solidar lämnade Rosengård.
Solidar valde att satsa på en utvidgning av Domus City i samband med att köpcentret Triangeln kom till. Nyinvigningen skedde hösten 1989 när varuhuset bytte namn till DC. Redan 1991 bestämdes det att specialavdelningarna skulle läggas ner. DC hade under 1990 stått för den största delen av Solidars förlust, följt av Konsum Extra i Ängelholm och K-marknaden i Båstad som lades ner under 1991. DC:s kvarvarande livsmedelsdel bar namnet DC Mat fram till augusti 1993 när man skyltade om till Konsum Triangeln. Konsum lämnade Triangeln helt 2006.
Under 1991 kom KF och Solidar överens om att bilda Konsumentföreningen Syd (Kf Syd) som skulle ta över driften av Solidars butiker. Denna förändring trädde i kraft den 1 januari 1992. KF ägde 90 procent av föreningen, medan Solidar inledningsvis behöll en 9-procentig andel. Under 1993 tog Kf Syd även över Konsum Halmstads butiksverksamhet och året därpå uppgick föreningen i Solidar. Under 1995 tog KF över hela Kf Syd och verksamheten slogs samman med KF:s övriga detaljhandelsverksamhet inom Kooperativa Detaljhandelsgruppen.

### Som medlemsförening
Efter att butikerna överlåtits till KF ägnade sig Solidar huvudsakligen åt att representera kooperationen och föreningens medlemmar som konsumenter och gentemot KF. Man medverkade även i olika biståndsprojekt, som We Effect och Vi-skogen.
Mot slutet av 2013 bytte föreningen namn till Coop Medlem Syd. Under 2015 fusionerades Coop Medlem Syd med KF.

### Eftermäle
Namnet Solidar fanns kvar på Konsumbutiken vid Folkets park fram till 2005.
Namnet Solidar har senare aktualiserats flera gånger. 2010 bildades konstprojektet Stad Solidar på platsen för det tidigare Solidarbageriet. I kvarteret bredvid öppnades under 2019 det sociala centret Solidar, drivet av Förbundet allt åt alla och Kurdiska Demokratiska Samhällscentret Skåne.
KF fortsatte driva butiker i Solidars gamla område genom bolaget Coop Butiker & Stormarknader fram till 2022 när dessa överläts till Coop Kristianstad Blekinge (undantaget butiker i södra Halland).

## Fusionshistorik
De föreningar som bildade Kooperativa föreningen Solidar 1926 var:
- Kooperativa bageriföreningen Solidar
- Kooperativa föreningen Seger
- Konsumtionsföreningen Limhamn[26]
- Andelsföreningen Rosengård[27]

Efter att konsumentföreningarna i Malmö gått samman i Solidar expanderade föreningen utanför Malmö:
- Konsumtionsföreningen Lomma, Lomma, sammanslagning årsskiftet 1929/1930,[28] juridisk fusion 1954.[29]
- Arlöfs kooperativa handelsförening, Arlöv, sammanslagning årsskiftet 1930/1931,[30] juridisk fusion 1954.[29]
- Åkarps kooperativa handelsförening, Åkarp, sammanslagning årsskiftet 1930/1931,[31] juridisk fusion 1954.[29]
- Anderslövs handelsförening, uppgick 1933.[32]
- Kooperativa handelsföreningen Enighet, Skanör, sammanslagning 1 juli 1936,[33] juridisk fusion 1954.[29]
- Oxie kooperativa handelsförening, sammanslagning 1951.[34]

År 1960 slogs Solidar ihop med Konsumtionsföreningen Fenix i Lund. Det följdes av en sammanslagning med Konsumtionsföreningen Kävlinge 1963. Årsskiftet 1964/1965 uppgick Konsum Österlen i Simrishamn i Solidar.
De föreningar som gick samman med Solidar årsskiftet 1965/1966 var:
- Kooperativa föreningen Svea, Helsingborg
- Kooperativa föreningen Ringen, Landskrona
- Konsumentföreningen Ystad med omnejd, Ystad
- Skurups konsumentförening, Skurup

Några föreningar som stod utanför storfusionen 1966 gick upp i Solidar senare:
- Sjöboortens handelsförening, 1967.[36]
- Furulunds kooperativa handelsförening, 1973.[37]
- Skromberga konsumtionsförening, 1977.[38]
- Genarpsortens konsumtionsförening, 1980.[39]
- Dalby konsumtionsförening, 1981.[40]
- Konsumentföreningen Halmstad, 1994.
- Konsumentföreningen Trelleborg, 1999.
- Svedala konsumentförening, 2004.

### Fotnoter
1. ↑  ”Verksamhetsberättelse 2014” (pdf). Kooperativa Förbundet. https://kf.se/media/pdf/kf_ar-14_150416_finalen.pdf. Läst 10 juli 2018.
2. 1 2 3  Coop Syds årsberättelse 2014[död länk]
3. 1 2  ”Podcasten Staden: #27 Malmö – socialdemokratins många ansikten”. Arkiverad från originalet den 3 december 2015. https://web.archive.org/web/20151203122715/http://devstaden.arkitekt.se/malmo-socialdemokratins-manga-ansikten/. Läst 23 februari 2016.
4. ↑  Kungörelse, Arbetet, 25 januari 1960
5. ↑  200 butiker nedlagda på de senaste tio åren, Arbetet, 12 maj 1964
6. 1 2  Solidar nu tvåa i Sverige Hård butiksrationalisering, Arbetet, 28 januari 1965
7. ↑  Varuhusen påskyndar butiksdöden Stor fusion görs i Skåne, Arbetet, 30 december 1965
8. ↑  Malmö-Solidars S-marknad stor butik med försonande detaljer, Arbetet, 24 maj 1966
9. ↑  Solidar blir Konsum och får evighetstecken, Arbetet, 3 december 1966
10. ↑  K-marknader Solidars nya konkurrensvapen, Arbetet, 9 maj 1979
11. ↑  Förlusttyngda K-marknaden i Rosengård gjordes om till lågprisbutik, KF:s uppslagsverk
12. ↑  Butiken som stänger - och öppnar, Arbetet, 21 januari 1987
13. ↑  Satsar 100 miljoner - lägger samtidigt ner, Arbetet, 1 februari 1989
14. ↑  Nu bryter Domus Triangeln trenden, Arbetet, 16 februari 1985
15. ↑  Nu släpper Solidar taget om DC, Arbetet, 19 mars 1991
16. ↑  'Solidar skall vändas till ett vinstföretag', Arbetet, 25 mars 1991
17. ↑  Solidar lägger ner nybyggt varuhus, Arbetet, 13 februari 1991
18. ↑  Så mycket gott. Så mycket vilt. Så mycket nyskördat. Så mycket mer i nya Konsum Triangeln! (annons), Arbetet, 26 augusti 1993
19. ↑  "Konsum överger Triangeln - 16 personer varslas", Sydsvenskan, 1 april 2006
20. ↑  Årsredovisning 1991 Arkiverad 6 april 2022 hämtat från the Wayback Machine., Kooperativa förbundet
21. ↑  Årsredovisning 1992 Arkiverad 18 september 2020 hämtat från the Wayback Machine., Kooperativa förbundet
22. ↑  Solidar byter till Coop Medlem Syd, Fri Köpenskap, 13 november 2013
23. ↑  Stad Solidar vill bygga bort gentrifieringen på Möllan Skånes Fria
24. ↑  ”Sociala Centret Solidar”. www.facebook.com. https://www.facebook.com/socialacentretsolidar/. Läst 14 januari 2020.
25. ↑  Kooperativ verksamhet i Sverige : År 1926, Sveriges officiella statistik, 1928
26. ↑  Konsumtionsföreningen Limhamn, Arkivregister Stockholms Län
27. ↑  Andelsföreningen Rosengård, Arkivregister Stockholms Län
28. ↑  Skåne-Blekinge distrikt av K. F. visar framgång, Arbetet, 25 september 1930
29. 1 2 3 4  Kungörelse, Arbetet, 22 mars 1954
30. ↑  Arlövs kooperativa till Solidar, Arbetet, 30 juli 1930
31. ↑  Koncentrationen inom kooperationen, Arbetet, 10 november 1930
32. ↑  Anderslövs handelsförening, Arkivregister Stockholms Län
33. ↑  Skanörs kooperativa uppgår i Solidar, Arbetet, 10 februari 1936
34. ↑  Oxie kooperativa till Solidar, Arbetet, 29 mars 1951
35. ↑  Ny kooperativ föreningsfussion förberedes Konsum i Kävlinge sammanslås med Solidar, Arbetet, 14 september 1962
36. ↑  Sjöbobor får konsumgåva i efterhand, Arbetet, 16 januari 1968
37. ↑  Efter lång strid i Furulund: Ja till Solidar!, Arbetet, 29 april 1973
38. ↑  Kungörelse, Arbetet, 29 juli 1977
39. ↑  Genarpsortens konsumtionsförening, Arkivregister Stockholms Län
40. ↑  Konsum Dalby upp i Solidar, Arbetet, 28 februari 1981